# بلين مسفين
بلين مسفين هي مسئولة في الحزب السماياوي (الأزرق) المعُأرض. في عام 2016، أصبحت واحدة ضمن عشرين امرأة سجينة سياسية في أطلقوا سراح هؤلاء النسوة العشرين، التي قاضتها سامانثا باور، سفيرة الولايات المتحدة لدى الأمم المتحدة في الفترة من 2013 إلى 2017.
اعتقلت مسفين في مُظاهرة في أديس أبابا في أبريل 2015. وكان الاحتجاج نتيجةً لقتل 26 إثيوبيًا على يد مجموعة تُدعى الدولة الإسلامية في ليبيا. واعُتقل أكثر من 30 عضوًا من حزب السماياوي قبل التجمع السياسي في 27 أبريل.